# Comuna de Burzenin
Burzenin (polaco: Gmina Burzenin) é uma gminy (comuna) na Polónia, na voivodia de Lodz e no condado de Sieradzki. A sede do condado é a cidade de Burzenin.
De acordo com os censos de 2004, a comuna tem 5714 habitantes, com uma densidade 48 hab/km².

## Área
Estende-se por uma área de 118,96 km², incluindo:
- área agricola: 71%
- área florestal: 23%

## Demografia
Dados de 30 de Junho 2004:
|                      | Total   | Total | Mulheres | Mulheres | Homens  | Homens |
| -------------------- | ------- | ----- | -------- | -------- | ------- | ------ |
|                      | pessoas | %     | pessoas  | %        | pessoas | %      |
| População            | 5714    | 100   | 2845     | 49,8     | 2869    | 50,2   |
| Densidade (pop./km²) | 48      | 100   | 23,9     | 23,9     | 24,1    | 24,1   |

De acordo com dados de 2002, o rendimento médio per capita ascendia a 1248,24 zł.

## Subdivisões
- Antonin, Będków, Biadaczew, Brzeźnica, Burzenin, Grabówka, Gronów, Jarocice, Kamionka, Ligota, Majaczewice, Marianów, Niechmirów, Nieczuj, Prażmów, Redzeń Drugi, Strumiany, Strzałki, Szczawno, Świerki, Tyczyn, Witów, Wola Będkowska, Wolnica Grabowska, Wolnica Niechmirowska.

## Comunas vizinhas
- Brzeźnio, Konopnica, Sieradz, Widawa, Zapolice, Złoczew